# Siuna
Siuna é um município da Nicarágua, situado na Região Autônoma da Costa Caribe Norte. Tem 3,422 km² de área e sua população em 2020 foi estimada em 122.251 habitantes.